# Centrale Bank van de Republiek Turkije
De Centrale Bank van de Republiek Turkije (CBRT) (Turks: Türkiye Cumhuriyet Merkez Bankası - "TCMB") is de centrale bank van Turkije en is opgericht als een naamloze vennootschap met het exclusieve recht om bankbiljetten uit te geven in Turkije. 

## Oprichting
In 1923, werd op een economisch congres in Izmir de oprichting van een centrale bank besproken. Vier jaar later werd een eerste ontwerp over de inrichting van de bank gepresenteerd. Dit was een basis voor een verdere discussie met bestuurders van andere centrale banken over de inrichting van een Turkse Centrale Bank. Een van de gesprekspartners was Gerard Vissering, bestuurslid van De Nederlandsche Bank. In zijn rapport onderstreepte hij de noodzaak van onafhankelijkheid ten opzichte van de regering. Na deze gesprekken nam de regering het initiatief voor een wetsontwerp. De wet werd op 11 juni 1930 goedgekeurd en op 30 juni 1930 in het staatsblad gepubliceerd. De Centrale Bank van de Republiek Turkije begon op 3 oktober 1931 te functioneren. De Bank werd een naamloze vennootschap om te duiden dat het geen publiek lichaam en onafhankelijk is. De Bank had oorspronkelijke een privilege van de afgifte van biljetten voor een periode van 30 jaar. In 1955 werd dit privilege verlengd tot 1999. Ten slotte werd het verlengd voor onbepaalde tijd in 1994.

## Functioneren
Op 25 april 2001 werden belangrijke wetswijzigingen doorgevoerd die het functioneren van de Bank bepalen. In de herziene wet werd duidelijk vastgelegd dat de primaire taak is te zorgen voor prijsstabiliteit ofwel een lage inflatie. Om dit te bereiken mag de Bank naar eigen inzicht het monetair beleid bepalen en krijgt de vrijheid om de gewenste beleidsinstrumenten in te zetten. Wel blijft de Bank het groei- en werkgelegenheidsbeleid van de regering ondersteunen, mits dit niet strijdig is met de doelstelling van prijsstabiliteit. Dit is de laatste grote aanpassing in het wettelijk kader van de Bank. 
De doelstelling voor de inflatie wordt gezamenlijk vastgesteld door de Bank en de Turkse regering voor een periode van drie jaar. Is het percentage vastgesteld, dan is een onzekerheidsmarge van 2%-punt erboven en eronder. Valt de inflatie buiten deze marge, dan legt de Bank verantwoording af in een open brief aan de regering. Sinds 2012 is de doelstelling voor de inflatie 5% op jaarbasis. In de periode 2012-2022 was er slechts één jaar waar de inflatie binnen de doelstelling en onzekerheidsmarge viel, in de andere jaren lag de inflatie hierboven. In 2018 was de inflatie 20,3% en daalde naar 11,8% in 2019 om daarna fors te stijgen tot 64,8% in 2023.
| Jaar | Inflatie doelstelling | Realisatie |      | Jaar | Inflatie doelstelling | Realisatie |      | Jaar | Inflatie doelstelling | Realisatie |
| ---- | --------------------- | ---------- | ---- | ---- | --------------------- | ---------- | ---- | ---- | --------------------- | ---------- |
| 2002 | 35,0%                 | 29,7%      |      | 2013 | 5,0%                  | 7,4%       |      | 2024 | 5,0%                  | 44,4%      |
| 2003 | 20,0%                 | 18,4%      | 2014 | 5,0% | 8,2%                  | 2025       | 5,0% |      |                       |            |
| 2004 | 12,0%                 | 9,3%       | 2015 | 5,0% | 8,8%                  |            |      |      |                       |            |
| 2005 | 8,0%                  | 7,7%       | 2016 | 5,0% | 8,5%                  |            |      |      |                       |            |
| 2006 | 5,0%                  | 9,7%       | 2017 | 5,0% | 11,9%                 |            |      |      |                       |            |
| 2007 | 4,0%                  | 8,4%       | 2018 | 5,0% | 20,3%                 |            |      |      |                       |            |
| 2008 | 4,0%                  | 10,1%      | 2019 | 5,0% | 11,8%                 |            |      |      |                       |            |
| 2009 | 7,5%                  | 6,5%       | 2020 | 5,0% | 14,6%                 |            |      |      |                       |            |
| 2010 | 6,5%                  | 6,4%       | 2021 | 5,0% | 36,1%                 |            |      |      |                       |            |
| 2011 | 5,5%                  | 10,4%      | 2022 | 5,0% | 64,3%                 |            |      |      |                       |            |
| 2012 | 5,0%                  | 6,2%       | 2023 | 5,0% | 64,8%                 |            |      |      |                       |            |

Begin juli 2019 ontsloeg de Turkse regering Murat Cetinkaya, de president van de centrale bank. Voor het gedwongen vertrek van Cetinkaya is geen officiële reden gegeven, maar hij wilde geen gehoor geven aan de wens van de regering om de rente te verlagen. Sinds begin 2018 zakt de waarde van de Turkse lira, is de inflatie en daarmee ook de rente hoog. Erdoğan en zijn minister van Financiën en schoonzoon Berat Albayrak uitte bij herhaling kritiek op het beleid van Cetinkaya. Zij willen de rente verlagen om zo de stagnerende economie weer te stimuleren. Zijn opvolger, Murat Uysal, verlaagde op 25 juli 2019 de rente fors met 4,25% naar 19,75%. Uysal gaf als argumenten voor de renteverlaging, de aantrekkende economie groei en een daling van de inflatie in een jaar tijd met 9%-punten naar 16%.
Een paar weken na de benoeming van Uysal werd bekend dat ten minste negen hoge functionarissen bij de centrale bank zijn overgeplaatst of ontslagen. Door de demotie van de ervaren medewerkers neemt in de markt de vrees toe dat Erdoğan zijn invloed vergroot op het beleid van de bank.
Op 7 november 2020 werd Uysal per direct ontslagen en opgevolgd door Naci Ağbal, een vertrouweling van Erdogan en voormalige minister van Financiën. De reden voor het ontslag van Uysal is de val van de Turkse lira met zo'n 30% ten opzichte van de Amerikaanse dollar en euro in 2020. In november verhoogde Agbal direct de rente van 10,25% naar 15% en in december volgde nog een verhoging van 2% waarmee de rente op 17% uitkwam. Redenen om de rente te verhogen zijn de waarde van de lira te stutten en de inflatie te beteugelen.
Op 22 maart 2021 kelderde de koers van de lira met 10%. Reden voor deze depreciatie was het besluit van Erdogan om voor de tweede keer in minder dan vijf maanden de president van de centrale bank te ontslaan. Op 18 maart verhoogde Naci Agbal de officiële rente met nog eens 2% naar 19%, dit tegen de zin van Erdogan. Zijn opvolger is Sahap Kavcioglu, hij is een erkend tegenstander van rentestijgingen en lid van de AK-partij. De beleidsvrijheid van de centrale bank staat hierdoor onder druk.
Eind mei 2023 waren er presidentsverkiezingen in Turkije die door Erdogan werden gewonnen. Op 9 juni 2023 benoemde hij Hafize Gaye Erkan als nieuwe president van de bank. Tijdens de eerste rentevergadering met Erkan als voorzitter, werd de beleidsrente verhoogd van 8,5 naar 15%. Meerdere verhogingen volgden en op 23 november 2023 stond de beleidsrente op 40%. Dit is nog altijd lager dan de inflatie, in oktober 2023 waren de prijzen gemiddelde met 61% gestegen versus een jaar geleden.